# 다카시노하마역
다카시노하마역(일본어: 高師浜駅, たかしのはまえき)은 일본 오사카부 다카이시시에 있는 난카이 전기철도 다카시노하마 선의 역이다. 역 번호는 NK16-2이다.

## 역 구조
단선 승강장 1면 1선의 고가역에서 회차 가능한 구조이다. 역사 자체는 장래의 1면 2선화에 대응한 설계가 되어 있지만 당분간 예정은 없다. 승강장은 2층, 선로 기준으로 동쪽에 있으며 본 승강장의 바로 아래에 지상선 시절의 승강장이 철거되지 않고 남아 있다. 화장실이 설치되어 있다.
역사는 남쪽 지상에 있다. 역사 정면 입구 위에는 스테인드 글라스가 끼워져 있다. 다카시노하마 선 고가화 때에 해체될 예정이었으나 현지의 열의로 의하여 그대로 남아 있다.
개찰구 밖에 있던 매점은 폐쇄되어 증명 사진과 음료 자판기 코너이다. 2011년 5월 1일부터, 일부 시간대에 있어서 무인역이 되었다. 매표기는 1개에서 따로 승차역 증명 발급기가 있다.

## 역 주변
역 주변은 구획 정리된 도로가 종횡으로 뻗어 있는 주택가이다. 또한, 난카이 본선 다카이시 역도 본 역에서 도보 10분 정도 거리에 있다.
- 오사카 부립 임해 스포츠 센터
- 다카이시 어항
  - 다카이시 시 어협 창공 어시
- 다카이시 마리나
- 다카시노하마 자연 해안
- 다카이시 신사
- 다카이시 우체국
- 다카이시 소방서 다카시노하마 출장소
- 난카이 전철 연수소

## 역사
- 1919년 10월 25일: 다카시노하마 선이 갸라바시 ~ 당역 구간이 연장되어 새로운 종착역으로 영업 개시.
- 1944년 6월 1일: 회사 합병으로 긴키 닛폰 철도의 역이 됨.
- 1947년 6월 1일: 노선 양도로 인하여 난카이 전기철도의 역이 됨.
- 1970년 3월 1일: 고가화.

## 인접역
| 난카이 전기철도 다카시노하마 선 | 난카이 전기철도 다카시노하마 선 | 난카이 전기철도 다카시노하마 선 |
| ------------------------------- | ------------------------------- | ------------------------------- |
| NK16-1 갸라바시 하고로모 방면   |                                 | 시·종착역                       |